# Piranha (magazine)
Pour les articles homonymes, voir Piranha (homonymie).
Piranha, le journal qui vous dévore est un magazine mensuel destiné à la jeunesse qui est paru en 1985, et édité par Gallimard jeunesse et Télérama. Sa rédactrice en chef était Dominique Louise Pélegrin. Onze numéros sont parus.
Le public visé était les préadolescents et adolescents, et notamment les joueurs de livres-jeux et de jeux de rôle : en effet,
- Gallimard a inséré des pages de publicité dans ses Livres dont vous êtes le héros à l'occasion de la parution du 1er numéro ;
- cette publicité contenait un bulletin d'abonnement permettant de recevoir en cadeau un poster dont l'illustration était tirée du jeu de rôle L'Œil noir ;
- le magazine contenait une aventure dont vous êtes le héros.

Il ne s'agissait cependant pas d'un magazine de jeu de rôle.
Il comprenait 128 pages en noir et blanc et en couleur. Outre l'aventure-jeu, il contenait un roman par épisode ainsi que des informations généralistes : actualité, dossier thématique, information culturelles…